# Syndrome CREST
Pour les articles homonymes, voir Crest.
 (juin 2012).
Si vous disposez d'ouvrages ou d'articles de référence ou si vous connaissez des sites web de qualité traitant du thème abordé ici, merci de compléter l'article en donnant les références utiles à sa vérifiabilité et en les liant à la section « Notes et références ».
 Mise en garde médicale
Le syndrome CREST est une forme particulière de sclérodermie.
Il associe à des degrés divers :
- des Calcifications sous cutanées = C
- un syndrome de Raynaud = R
- des anomalies Œosophagiennes (troubles de la motilité, reflux) = E
- une Sclérodactylie = S
- des Télangiectasies = T

La présence d'anticorps anti-centromères complète le tableau. 
Comme pour les autres formes de sclérodermie, le traitement de fond est décevant, les traitements symptomatiques parfois efficaces…